# 2119-es mellékút (Magyarország)
A 2119-es számú mellékút egy körülbelül 14,5 kilométeres hosszúságú, négy számjegyű mellékút Nógrád vármegye északi részén.

## Nyomvonala
Balassagyarmat belvárosában ágazik ki a 2108-as útból, alig 600 méterrel annak kezdőpontja után, kelet-délkeleti irányban. 1 kilométer megtétele után, még a város keleti szélén keresztezi az Aszód–Balassagyarmat–Ipolytarnóc-vasútvonalat, majd még a 2. kilométere előtt még egyszer, ezúttal már csak az Aszód felé vezető vágányokat. Patvarc az első települése, melynek első házait a harmadik kilométere közelében, központját körülbelül 4,5 kilométer után éri el. Egy kis szakaszon északnak fordul, majd visszatér a korábbi irányához; még a faluban keresztezi a Fekete-víz nevű patakot, majd rögtön – még az 5. kilométere előtt – átlép Őrhalom területére. 6,2 kilométere körül ágazik ki belőle, majdnem pontosan észak felé a 2121-es út.
A 7+500-as kilométerszelvénye után nem sokkal beletorkollik a Szügytől Nógrádmarcalon át idáig vezető 21 129-es út, 8,5 kilométer megtétele után. Nyolcadik kilométerét elhagyva délkelet felé fordul és átlép Csitár területére; ott előbb a Csitári-patak folyása mentén fekvő Nógrádgárdony településrészen halad át, kevéssel a 10. kilométere után – ott kiágazik belőle az Ilinyre vezető 21 131-es út –, majd északabbnak fordul, keresztezi az említett patakot, a 12. kilométere előtt pedig eléri Csitár központját. Itt északnak fordul, és 14,5 kilométere közelében beletorkollik a 22-es főútba, annak 32. kilométerénél, Őrhalom legkeletibb házainál.